# Telekomunikační centrum (Skopje)
Telekomunikační centrum (makedonsky Телекомуникациски центар) je administrativní budova v hlavním městě Severní Makedonie, Skopji. Nápadná brutalistická budova se nachází v blízkosti mostu Goce Delčeva a hlavní pošty (s ní byla projektována jako jeden komplex).
Objekt tvoří nápadná sedmipatrová věž a dva k sobě přiléhající bloky, jeden pro technické a druhý pro administrativní zázemí. Výška objektu dosahuje až 34 m.

## Historie
Stavba vznikla podle návrhu architekta Janko Konstantinova. Čtyřpatrová budova s betonovou fasádou a dalšími dekorativními prvky patří k ikonickým ukázkám tohoto architektonického stylu v metropoli Severní Makedonie i celé bývalé Jugoslávii. 
Vznik takto masivní budovy byl možný v rámci přestavby a modernizace města po ničivém zemětřesení v roce 1963. V roce 1968 bylo vypracováno zadání na vznik nové stavby tohoto typu. Do roku 1973 měl Konstantinov hotové tři varianty projektu. První z nich, která vycházela z projektu Kenza Tange, japonského architekta a urbanisty, který připravil nový projekt pro město Skopje, zahrnovala nápadné věže a nakonec nebyla uskutečněna. 
Objekt byl budován po částech; nejprve byla dokončena hlavní sedmipatrová věž, poté zbytek objektu. Budova byla předána celá do užívání v roce 1981.